# Pseudomelanioidea
Pseudomelanioidea is een uitgestorven superfamilie van weekdieren uit de klasse van de Gastropoda (slakken).

## Taxonomie
De volgende taxa zijn in de superfamilie ingedeeld:
- Familie  † Pseudomelaniidae R. Hoemes,, 1884
- Familie  † Trajanellidae Pchelintsev, 1951